# 3820 Sauval
3820 Sauval este un asteroid din centura principală, descoperit pe 25 februarie 1984 de Henri Debehogne.